# Iris Apfel
Iris Apfel (Nova Iorque, 29 de agosto de 1921 — Palm Beach, 1 de março de 2024) foi uma empresária, designer de interiores e ícone da moda estadunidense. Como nonagenária, ficou conhecida pelo vigor com que leva sua vida. O Metropolitan Museum of Art realizou, em 2005, uma exposição sobre sua carreira e, em 2014, estreiou no Festival de Cinema de Nova Iorque o documentário Iris, dirigido por Albert Maysles.

## Primeiros anos
Nascida Iris Barrel em Astoria, Queens, Nova Iorque, foi a única filha de Sadye e Samuel Barrel, ambos judeus. Samuel trabalhava na área de joalheria, enquanto sua mãe, Sadye, possuía uma boutique de roupas femininas.
Iris estudou história da arte na Universidade de Nova Iorque e frequentou a Escola de Arte da Universidade do Wisconsin-Madison.

## Carreira
No começo de sua carreira trabalhou no Women’s Wear Daily, um jornal comercial da indústria da moda. Trabalhou com o decorador de interiores Elinor Johnson e como assistente para o ilustrador Robert Goodman.
Casou-se com Carl Apfel em 22 de fevereiro de 1948. Dois anos depois lançaram juntos a tecelagem Old World Weavers, empresa que administraram até 1992 quando decidiram se aposentar. De 1950 a 1992 liderou uma série de projetos de decoração e restauro, inclusive trabalhando na Casa Branca durante nove mandatos diferentes: Truman, Eisenhower, Kennedy, Johnson, Nixon, Ford, Carter, Reagan e Clinton.
Enquanto tocavam seus negócios na indústria têxtil Iris e Carl viajaram o mundo todo em busca de inspirações, matérias primas e técnicas artesanais. Ao longo dessas viagens adquiriam roupas especiais e artesanais, em especial em viagens ao Oriente, e as revendiam para clientes importantes como celebridades da televisão e moda.
Em setembro de 2005 foi inaugurada no Metropolitan Museum of Art, em Nova Iorque, uma exposição sobre o estilo de Iris cujo titulo foi Rara Avis (Pássaro raro): A irreverência de Iris Apfel. A exposição, cuja curadoria ficou a cargo de Stéphane Houy-Towner, foi um enorme sucesso e posteriormente foi montada em outros museus dedicados à arte ao redor dos Estados Unidos.

## Morte
Apfel morreu em 1 de março de 2024, aos 102 anos, em Palm Beach.